# عرفان باچدیم
عرفان باچدیم (انگلیسی: Irfan Bachdim؛ زادهٔ ۱۱ اوت ۱۹۸۸) بازیکن فوتبال اهل اندونزی است.
از باشگاه‌هایی که در آن بازی کرده‌است می‌توان به باشگاه فوتبال چونبوری، باشگاه فوتبال آرما، باشگاه فوتبال اوترخت، باشگاه فوتبال کونسادول ساپورو اشاره کرد.